# کارکس استرامینیفرمیس
کارکس استرامینیفرمیس (نام علمی: Carex straminiformis) نام یک گونه از سرده جگن است.